# Demetrius (Shakespeare)
Demetrius is een personage in het toneelstuk A Midsummer Night's Dream van William Shakespeare. Deze Atheense jongeman is een van de vier geliefden in het theaterstuk.
Zijn goede vriend Egeus wil dat hij zich met diens dochter Hermia verlooft, maar Hermia is verliefd op Lysander.
Om aan Egeus' wensen te voldoen verbreekt hij zijn relatie met Helena. Wanneer Demetrius verneemt dat Hermia en Lysander het bos in zijn gevlucht gaat hij hen achterna. Daar wordt Demetrius het slachtoffer van een poets van Puck. Demetrius wordt door Puck betoverd; wanneer hij ontwaakt uit zijn slaap wordt hij weer verliefd op Helena. Wanneer Oberon Puck beveelt de betovering van Nick Bottom en Lysander ongedaan te maken wordt de betovering van Demetrius niet ongedaan gemaakt, opdat hij de liefde van Helena terug kan winnen. Demetrius huwt uiteindelijk zijn geliefde Helena.